# Namirli (Agdam)
Namirli est un village de la région d'Agdam en Azerbaïdjan.

## Histoire
En 1992-2020, Namirli était sous le contrôle des forces armées arméniennes. Le 20 novembre 2020, la région d'Agdam, y compris le village de Namirli a été rétrocédée à l'Azerbaïdjan conformément aux termes de la Déclaration tripartite du 10 novembre 2020, signée par les présidents azerbaïdjanais et russe et le premier ministre arménien.

## Géographie
Le village de Namirli de la région d'Agdam est situé dans la circonscription territoriale administrative Namirli.

## Économie
La principale occupation de la population est l'élevage, viticulture, sériciculture, céréaliculture et l'agriculture.

## Culture
Avant l'occupation, il y avait une école secondaire, un centre culturel, deux bibliothèques, un club, un poste médical, un service de communication et diverses installations commerciales et de restauration dans le village.